# José Joaquín de Olmedo
Pour les articles homonymes, voir Olmedo.
José Joaquín de Olmedo y Maruri né le 20 mars 1780 et mort le 19 février 1847, est un poète et un homme d'État équatorien. Il fut le premier maire de Guayaquil. Il a également été vice-président en 1830 et 1831 et membre du triumvirat provisoire qui suivit la chute de Flores, avec Vicente Ramón Roca et Diego Noboa, après la révolution Marcista.

## Hommage
|  |

L'aéroport international de Guayaquil porte son nom.
La statue qui l'honore à Guayaquil est, en effet, une statue d'occasion, de Lord Byron